# Paul Gilligan
Paul Gilligan är en serieskapare och illustratör som framförallt tecknar serien Pooch Café.
Paul Gilligan har tidigare arbetat bland annat på bensinmack, som nattvakt och florist innan han började arbeta på tidningen Ottawa Citizen som illustratör. Paul Gilligan äger ingen hund, utan drar inspiration från rastplatser och ser på Dogs With Jobs och repriser på Scooby-Doo. Paul har inspirerats av flera undergroundtecknare, som Peter Bagge, Daniel Clowes och Chester Brown. Förutom Pooch Café har Paul illustrerat åt bland andra Disney Magazine, VISA, Entertainment Weekly och Time Magazine. 